# Shimmori-Furuichi (metropolitana di Osaka)
Shimmori-Furuichi (新森古市駅?, Shimmori-Furuichi-eki) è una stazione della metropolitana di Osaka situata nell'area est della città.

## Stazioni adiacenti
| «                 | Servizio          | »                 |
| Linea Imazatosuji | Linea Imazatosuji | Linea Imazatosuji |
| ----------------- | ----------------- | ----------------- |
| Shimizu           | Locale            | Sekime-Seiiku     |